# Ouratea pulverulenta
Ouratea pulverulenta är en tvåhjärtbladig växtart som beskrevs av Claude Henri Léon Sastre. Ouratea pulverulenta ingår i släktet Ouratea och familjen Ochnaceae. Inga underarter finns listade i Catalogue of Life.